# Брюховицький район
Брюховицький район — колишній район Львівської області, центром якого було селище Брюховичі.

## Історія району
Львівський район було створено у січні 1940 року, також було створено Львівський, від 1 листопада 1946 року — Брюховицький райком КП(б)У.
29 червня 1941 року радянські війська залишили районний центр Брюховичі. Діяльність району та райкому КП(б)У було відновлено у липні 1944 року після повернення радянських військ. 
1 листопада 1946 року перенесено райцентр Львівського району з міста Львів в селищет Брюховичі і Львівський район, відповідно до назви його центру, надалі іменується Брюховицьким.
У 1957 році район було ліквідовано в зв'язку з включенням його території до складу Івано-Франківського та Куликівського районів Львівщини.

## Брюховицький райком КП(б)У
Створений у січні 1940 року, у червні 1941 року через початком німецької окупації тимчасово припинив діяльність, відновлений у вересні 1944 року, ліквідований у липні 1957 року після ліквідації Брюховицького району, територія якого відійшла до Івано-Франківського та Куликівського районів.
Брюховицький райком КП(б)У складався з наступних підрозділів: Бюро (загальний відділ), організаційно-інструкторський відділ (з 1949 року — відділ партійних, профспілкових та комсомольських організацій), сектор партійної статистики, відділ пропаганди і агітації, сільськогосподарський відділ, військовий відділ, відділ по роботі серед жінок, відділ кадрів.